# Kořenec
Kořenec (in tedesco Korschenetz) è un comune della Repubblica Ceca facente parte del distretto di Blansko, in Moravia Meridionale.
Vi è presente un campo da golf da 18 buche.